# United Malika
Pour les articles homonymes, voir Malika.

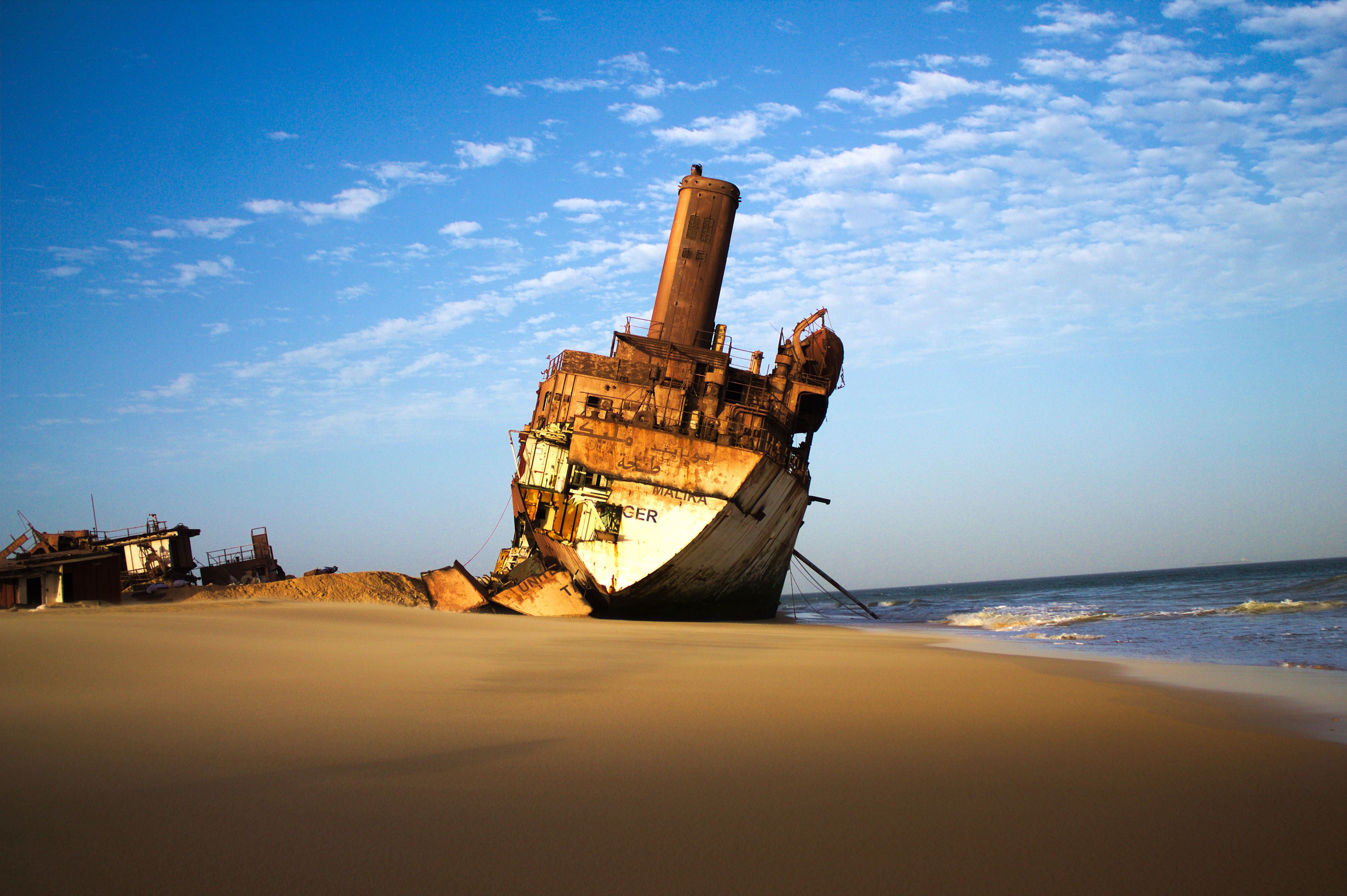
United Malika.

Le United Malika est un navire frigorifique marocain qui s'est échoué au Ras Nouadhibou en Mauritanie, le 4 août 2003. Les 17 marins, constituant l'équipage, ont tous été sauvé par la marine nationale mauritanienne. La construction du navire date de 1979.